# Castañar de Ibor (ort)
Castañar de Ibor är en ort i Spanien.   Den ligger i provinsen Provincia de Cáceres och regionen Extremadura, i den centrala delen av landet, 170 km sydväst om huvudstaden Madrid. Castañar de Ibor ligger 650 meter över havet och antalet invånare är 1 179.
Terrängen runt Castañar de Ibor är kuperad. Runt Castañar de Ibor är det mycket glesbefolkat, med 4 invånare per kvadratkilometer. Castañar de Ibor är det största samhället i trakten. 